# Seni Kalbime Sakladım
Seni Kalbime Sakladım è un serial televisivo drammatico turco composto da 7 puntate, trasmesso su TRT 1 dal 30 giugno all'11 agosto 2022. È diretto da Şenol Sönmez, scritto da Burcu Yılmaz e Pınar Kaya, prodotto da Sev Yapım ed ha come protagonisti Sevda Erginci ed Ekin Mert Daymaz.

## Trama
La serie racconta l'amore tra l'intelligente, intraprendente e bellissima Zeynep Gören, che gestisce l'azienda di famiglia, e Civanmert Korkmaz, un ragazzo ingenuo ma coraggioso.

## Episodi
| n° | Titolo originale | Prima TV Turchia |
| -- | ---------------- | ---------------- |
| 1  | 1. Bölüm         | 30 giugno 2022   |
| 2  | 2. Bölüm         | 7 luglio 2022    |
| 3  | 3. Bölüm         | 14 luglio 2022   |
| 4  | 4. Bölüm         | 21 luglio 2022   |
| 5  | 5. Bölüm         | 28 luglio 2022   |
| 6  | 6. Bölüm         | 4 agosto 2022    |
| 7  | 7. Bölüm         | 11 agosto 2022   |

## Personaggi e interpreti
- Zeynep Gören, interpretata da Sevda Erginci.
- Civanmert Korkmaz, interpretato da Ekin Mert Daymaz.
- Deren Tokgöz, interpretata da Gökçe Akyıldız.
- Türkan Korkmaz, interpretato da Mehtap Bayri.
- Reyhan Korkmaz, interpretata da Elçin Afacan.
- Firuze / Firu, interpretata da Evren Duyal.
- Yusuf Abdullah Gören, interpretato da Osman Alkaş.
- Adalet Gören, interpretata da Gülseren Gürtunca.
- Canberk, interpretato da Tarık Ündüz.
- Güven, interpretato da Berke Üsdiken.
- Mete, interpretato da Ali Öner.
- Pamir, interpretato da Emre Taşkıran.
- Olcay, interpretato da Derda Yasin Yanal.
- Suzan / Suzi, interpretata da Sibel Aytan.

## Produzione
La serie è diretta da Şenol Sönmez, scritta da Burcu Yılmaz e Pınar Kaya e prodotta da Sev Yapım.

### Riprese
Le riprese della serie si sono svolte da inizio giugno a luglio 2022 a Istanbul, in particolare nel distretto di Beşiktaş e nel quartiere di Galata. Il ponte raffigurato nel trailer del primo episodi è il ponte di Yavuz Sultan Selim, inizialmente chiamato terzo ponte sul Bosforo. Inoltre, il luogo in cui Civanmert lavora come valletto, cioè l'azienda per cui lavora Zeynep, si trova a Beykoz.

## Riconoscimenti
Pantene Golden Butterfly Awards
- 2022: Candidatura come Miglior serie comica romantica per Seni Kalbime Sakladım[16]
- 2022: Candidatura come Miglior attrice in una commedia romantica a Sevda Erginci[16]
- 2022: Candidatura come Miglior attore in una commedia romantica ad Ekin Mert Daymaz[16]